# برونو فراز داس نیویس
برونو فراز داس نیویس (به پرتغالی: Bruno Ferraz das Neves) هافبک اهل برزیل است که در شهر پورتو الگره و در تاریخ ۱۱ ژوئن ۱۹۸۴ به دنیا آمده‌است.
برونو فراز داس نیویس در تیم‌های فوتبال Grêmio سابقهٔ حضور دارد.